# Andrey Abduvaliyev
Andrey Hakimovich Abduvaliyev (em russo: Андрей Хакимович Абдувалиев; Leningrad, 30 de junho de 1966) é um antigo atleta, lançador de martelo, que representou sucessivamente a União Soviética, o Tajiquistão, e o Uzbequistão. Foi medalha de ouro nos Jogos Olímpicos de Barcelona em 1992, representando a Equipa Unificada.
Após a dissolução da União Soviética, optou pela nacionalidade tajique, pela qual se sagrou duas vezes campeão do mundo. Em 1995 decidiu mudar a nacionalidade para uzbeque.
O seu recorde pessoal é de 83.46 m, tendo sido obtido em 1990, em Sochi. 